# Slatvina
Slatvina (Hongaars: Szlatvin) is een Slowaakse gemeente in de regio Košice, en maakt deel uit van het district Spišská Nová Ves.
Slatvina telt 321 inwoners.